# Episodi di House of Lies (quinta stagione)
La quinta e ultima stagione della serie televisiva House of Lies, è stata trasmessa sulla rete via cavo statunitense Showtime dal 10 aprile al 12 giugno 2016.
In Italia, la stagione è andata in onda in prima visione assoluta sul canale satellitare Sky Atlantic dal 15 maggio al 12 giugno 2017.
| n° | Titolo originale                | Titolo italiano                  | Prima TV USA   | Prima TV Italia |
| -- | ------------------------------- | -------------------------------- | -------------- | --------------- |
| 1  | Creative Destruction Phenomenon | Fenomeno di distruzione creativa | 10 aprile 2016 | 15 maggio 2017  |
| 2  | Game Theory                     | La teoria del gioco              | 17 aprile 2016 | 15 maggio 2017  |
| 3  | Holacracy                       | Olocrazia                        | 24 aprile 2016 | 22 maggio 2017  |
| 4  | End State Vision                | Visione dello stadio finale      | 1º maggio 2016 | 22 maggio 2017  |
| 5  | Above Board Metrics             | Fuori dal sistema metrico        | 8 maggio 2016  | 29 maggio 2017  |
| 6  | Johari Window                   | Lo schema di Johari              | 15 maggio 2016 | 29 maggio 2017  |
| 7  | One-Eighty                      | Anticonformisti                  | 22 maggio 2016 | 5 giugno 2017   |
| 8  | Tragedy of the Commons          | La tragedia del popolo           | 29 maggio 2016 | 5 giugno 2017   |
| 9  | Violent Agreement               | Viva l'Avana                     | 5 giugno 2016  | 12 giugno 2017  |
| 10 | No Es Facil                     | No es facil                      | 12 giugno 2016 | 12 giugno 2017  |